# Tentura

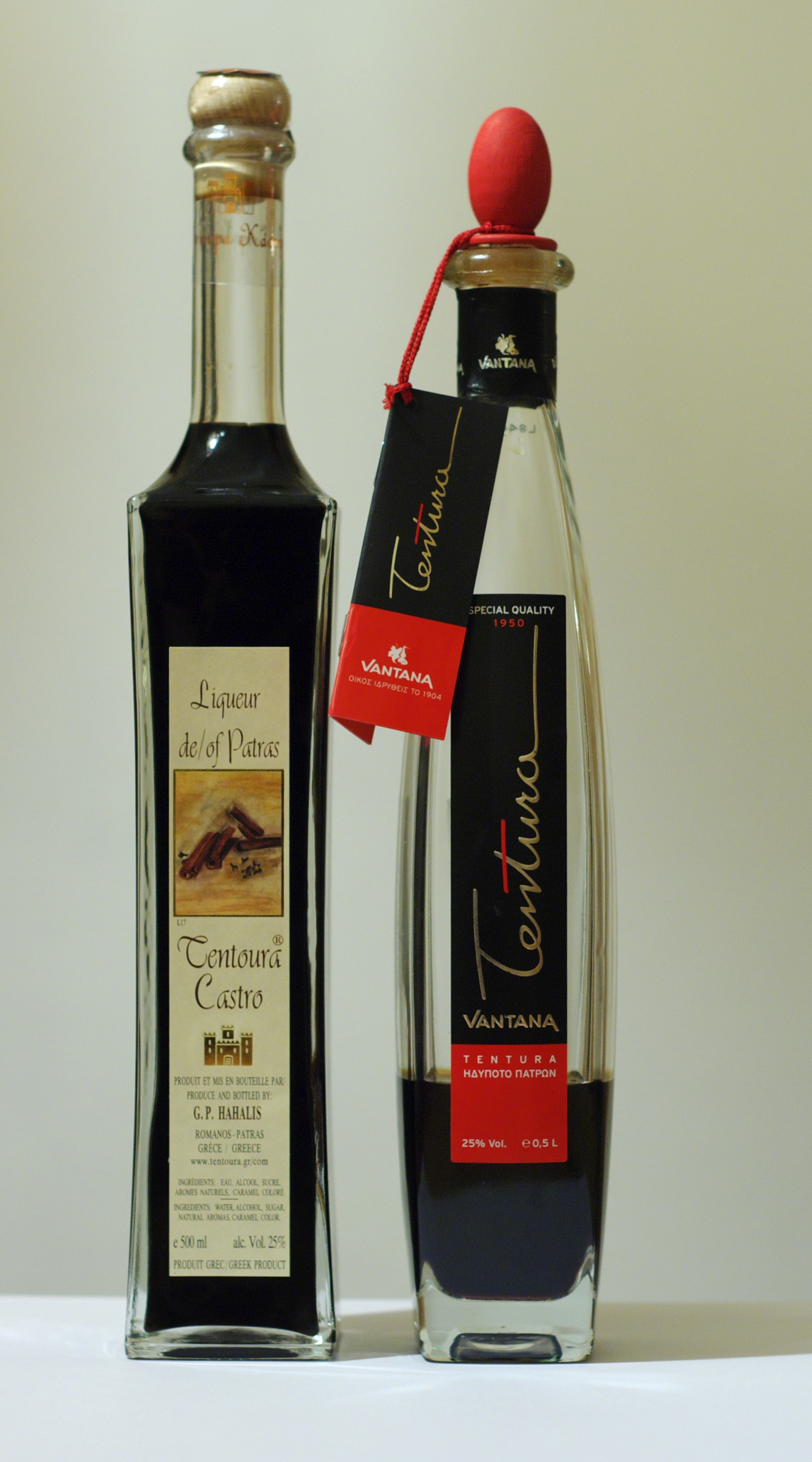
Tentura Ventura y Castro.

El tentura (en griego τεντούρα) o tintura (del italiano tincture) es un licor producido tradicionalmente en la ciudad griega de Patras desde el siglo XV. Contiene alcohol, agua y esencias fermentadas de clavo, canela, nuez moscada y frutas cítricas. Es de color rojo anaranjado oscuro, a lo que debe su nombre, y tiene un contenido alcohólico de cerca del 25% por volumen. Se sirve muy frío en vasitos de cristal. También puede añadirse al café expreso, en lo que se llama un coretto.